# Dicranopsyra
Dicranopsyra är ett släkte av insekter. Dicranopsyra ingår i familjen vårtbitare.
Kladogram enligt Catalogue of Life:
| Dicranopsyra | \| \| Dicranopsyra leopardina \| \| \| \| \| \| Dicranopsyra multicolor \| \| \| \| |
|              | \| \| Dicranopsyra leopardina \| \| \| \| \| \| Dicranopsyra multicolor \| \| \| \| |
|              | Dicranopsyra leopardina                                                             |
|              |                                                                                     |
|              | Dicranopsyra multicolor                                                             |
|              |                                                                                     |